# HD36499
HD36499 — хімічно пекулярна зоря спектрального класу A2, що має  видиму зоряну величину в смузі V приблизно  6,3.
Вона  розташована на відстані близько 408,2 світлових років від Сонця.

## Фізичні характеристики
Зоря HD36499 обертається 
досить швидко 
навколо своєї осі. Проєкція її екваторіальної швидкості на промінь зору становить  Vsin(i)= 96км/сек.